# Mariehamns flygplats
Mariehamns flygplats är en regional flygplats i Jomala på Åland, cirka 3,8 kilometer nordväst om Mariehamns centrum.

## Service
Flygplatsen erbjuder bland annat:
- Taxfree-butik för resor till både Finland och Sverige, eftersom Åland står utanför EU:s skatteområde.
- Restaurang och café.[1]
- Gratis internet via Wi-Fi.
- Biluthyrning och gratis parkering.[2]
- Taxi finns tillgängligt, men ingen lokal busslinje.

## Destinationer
| Flygbolag    | Destination | Flygplats (IATA/ICAO-kod)   |
| ------------ | ----------- | --------------------------- |
| Finnair      | Helsingfors | Helsingfors-Vanda flygplats |
| Amapola Flyg | Stockholm   | Stockholm-Arlanda flygplats |